# Hendrik Spilman
Hendrik Spilman (Amsterdam, 17 februari 1721 - Haarlem, 3 februari 1784) was een Nederlands topografisch graveur, tekenaar en schilder. Hij was een leerling van Abraham de Haen (de jongere, 1707-1748).
Spilman was in 1742 geregistreerd bij het Haarlemse Sint-Lucasgilde. Er zijn slechts weinige schilderijen van hem bekend, waaronder een "Het Korte Spaarne te Haarlem bij winter", dat zich bevindt in het Haarlemse Frans Hals Museum. Wel zijn er veel tekeningen van hem bewaard gebleven, die aantonen dat hij het land rondtrok om gebouwen en landschappen te schetsen, die later tot tekeningen werden uitgewerkt. Een voorbeeld is een schetsboek van zijn hand dat zich in het Rijksmuseum Amsterdam bevindt en waarin 65 schetsen van Noord-Brabantse dorpsgezichten en kastelen zijn opgenomen.
Als zijn belangrijkste werk worden zijn schetsen in het topografische werk Het Verheerlijkt Nederland beschouwd. Dit bij Isaac Tirion uitgegeven werk besloeg negen delen. Voor acht daarvan maakte hij in totaal ongeveer 800 gravures. Hiervoor gebruikte hij eigen werk, maar ook maakte hij gravures naar werk van Jan de Beyer, Cornelis Pronk en Abraham de Haen. Ook het werk van Cornelis Ploos van Amstel diende hem als inspiratiebron.

## Afbeeldingen

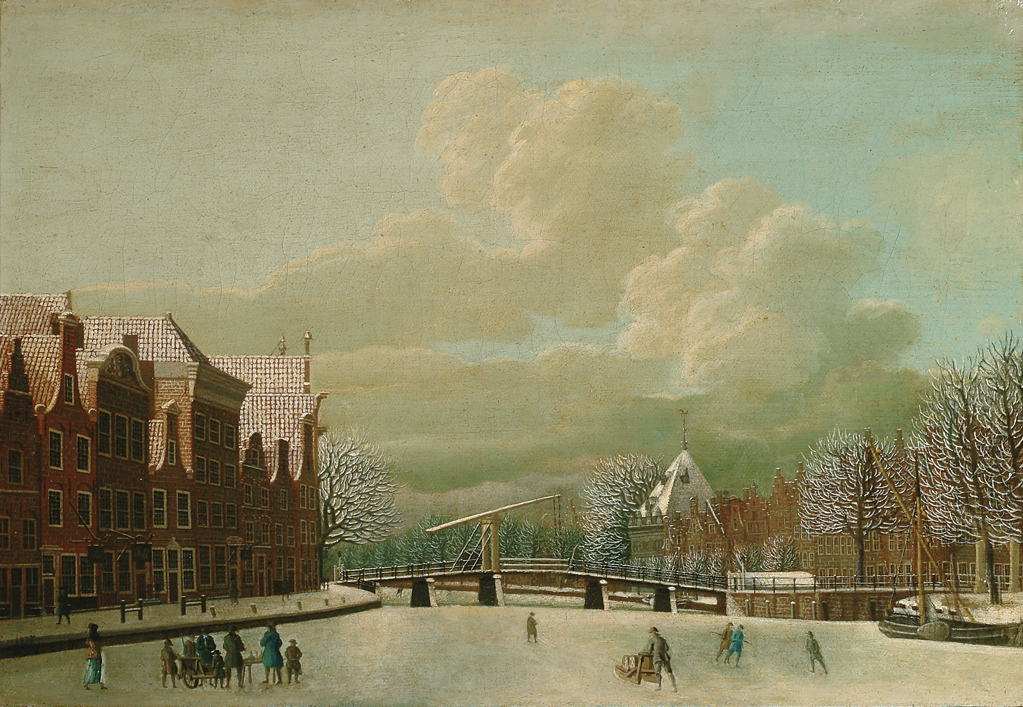
Het Korte Spaarne te Haarlem bij winter, 1777
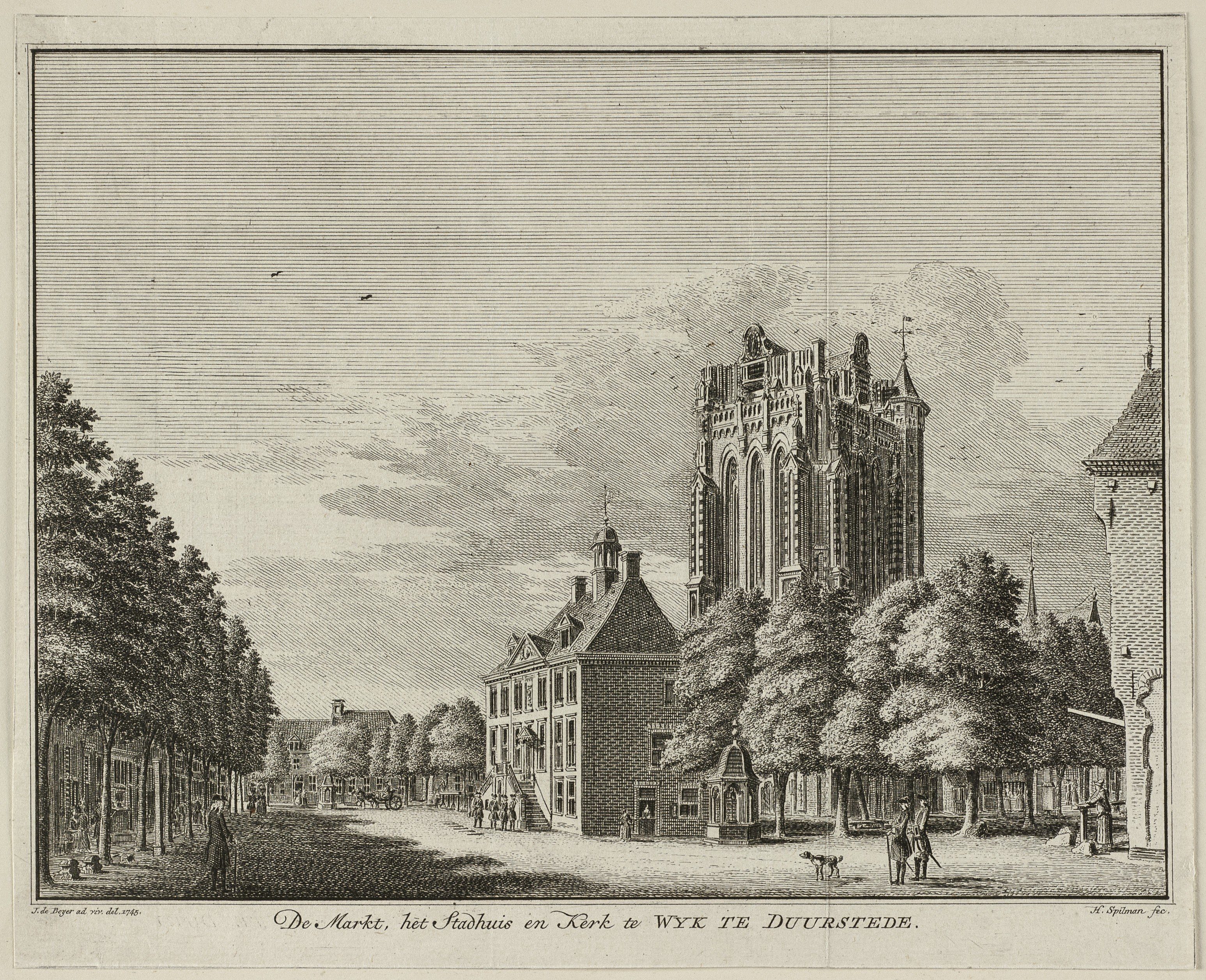
Markt van Wijk bij Duurstede
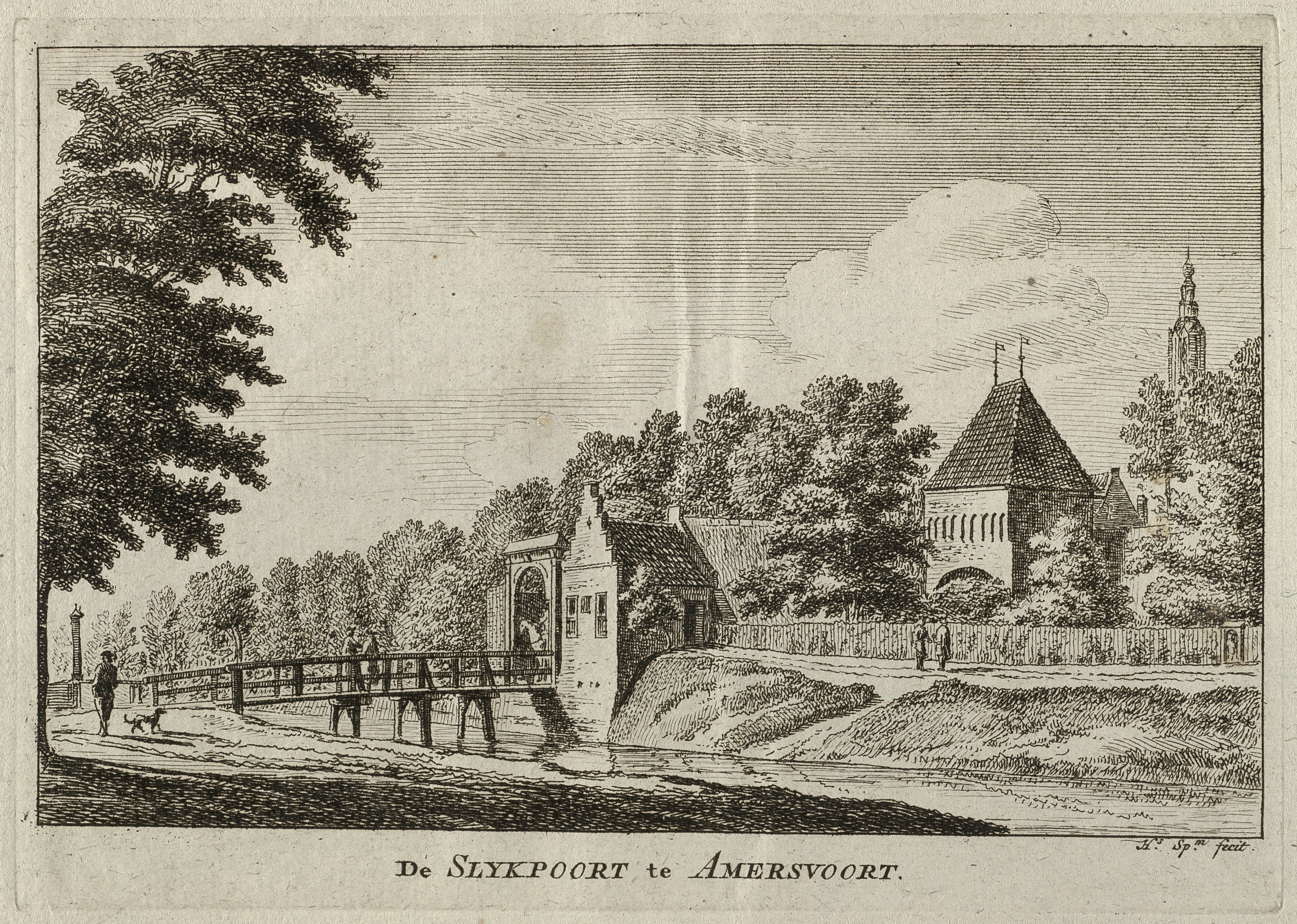
De Slijkpoort, Amersfoort
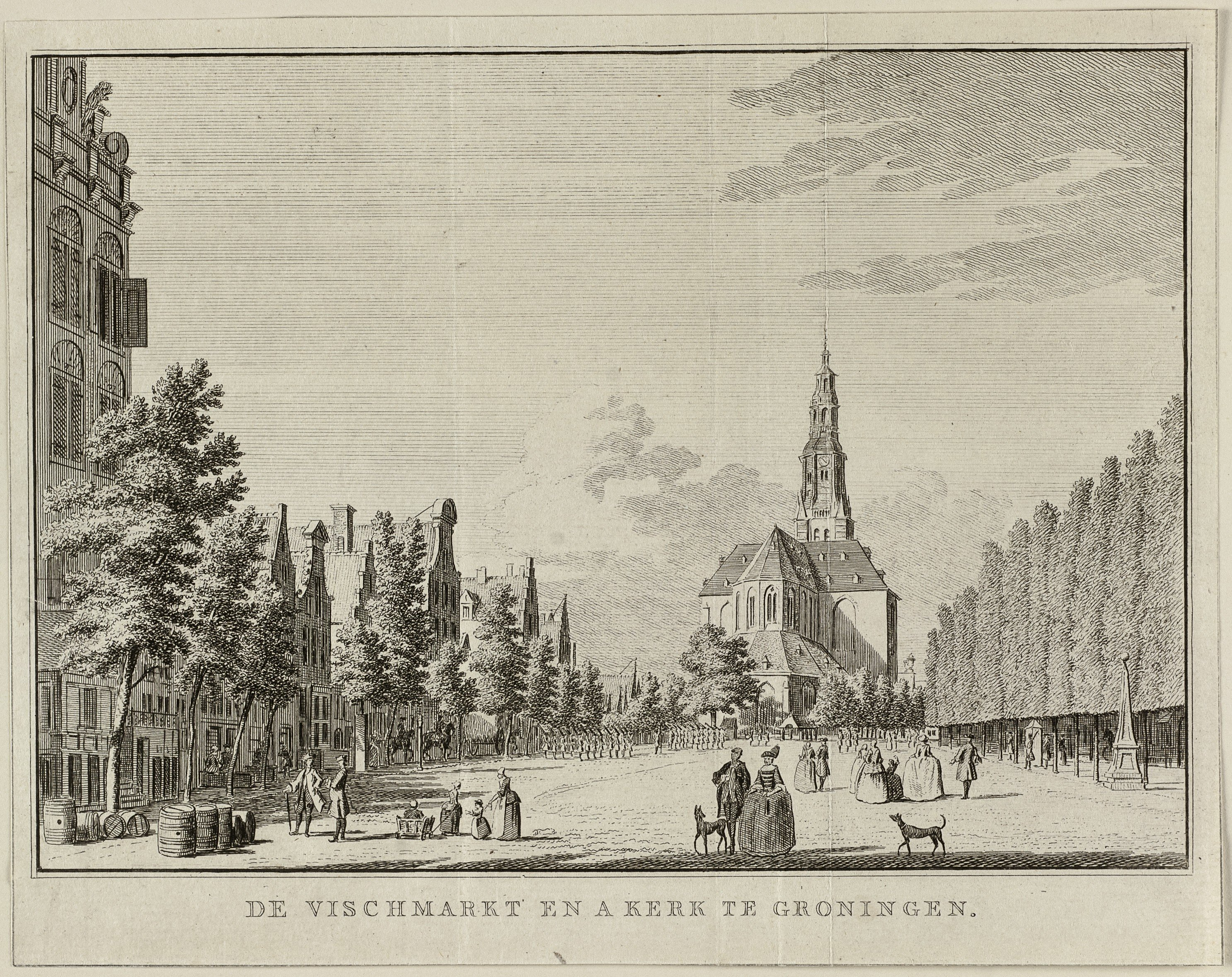
Vismarkt en Der Aa-kerk, Groningen
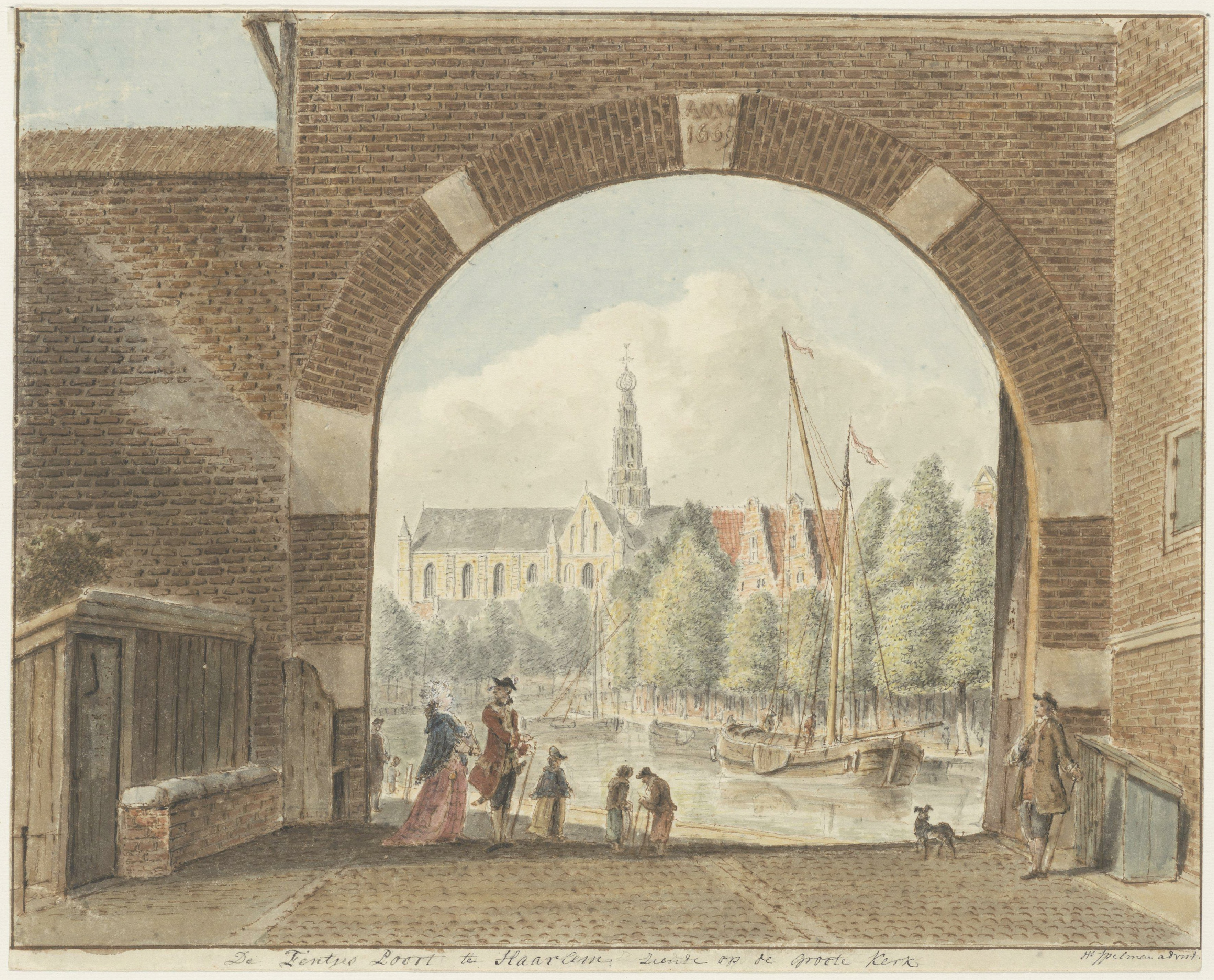
Eendjespoort, Haarlem